# Milionia dispar
Milionia dispar là một loài bướm đêm trong họ Geometridae.